# 长城公主 (北魏)
长城公主（?—?），中国南北朝北魏公主。
长城公主嫁给了穆真，穆真起家中散，转侍东宫，尚长城公主，拜为驸马都尉。后皇帝敕命离婚，穆真纳文明太后姊。穆真子穆泰是章武公主的驸马。

## 传记资料
- 《魏书·卷二十七·列传第十五》
- 《册府元龟 卷三百 外戚部·总序》
- 《北史·卷二十·列传第八》